# Хромов, Никита Акимович
Ники́та Аки́мович Хро́мов (19 апреля 1888, Санкт-Петербург, Российская империя — 1934, Ростов-на-Дону, РСФСР, СССР) — российский и советский футболист, полузащитник. Участник Олимпийских игр 1912.

## Биография
Невысокий полузащитник Никита Хромов начал играть в клубе, принадлежащем фабрике, на которой также играл клуб, состоящий из англичан под названием «Нева», ну а команда в которой выступал Хромов называлась по-другому «Нива» и состояла из русских рабочих, которым англичане иногда давали поиграть на своём поле. Затем выступал за петербургские клубы «Националы» (1908—1909), «Надежда» (1909—1910), «Удельная» (1910—1911). В 1911 году команды «Надежда» и «Удельная» объеденились под названием «Унитас». Хромов играл за «Унитас» с 1912 по 1913 год. В годы первой мировой войны играл за клуб «Путиловский» (Петроград) (1914—1918).
Участвовал в матчах сборной Санкт-Петербурга, например играл в 3 октября 1910 года в знаменитом матче с пражской «Славией», проводившей турне по Европе под именем «Коринтианса», в котором петербуржцы победили 5:4. В 1912 году играл в финальном матче первого чемпионата Российской империи по футболу (Санкт-Петербург-Москва), в котором петербуржцы победили 4:1 и стали чемпионами.
За сборную России дебютировал 22 ноября 1911 года в матче против сборной Англии, который стал первым матчем сборной России в истории, игра завершилась в пользу англичан 11:0, а всего провёл 7 матчей, включая две игры на Олимпиаде 1912.
В 1914 году был учредителем первого турнира по футболу в Российской империи, в котором играли только рабочие заводов.
После окончания гражданской войны, защищал цвета футбольного клуба отдельной кавалерийской армии ОКА (Тифлис) (1923), а также «Красный путиловец» (1924-1925) и «Красный Трактор» (Ростов-на-Дону) (1926-1927). По окончании карьеры футболиста в 1928 году тренировал команду «Динамо» (Грозный).
В 1923 году в составе сборной Тифлиса принял участие в первом чемпионате СССР по футболу. 
Отличался джентльменской игрой, газеты о нём писали, что он «никогда никого не подбил».

## Достижения
Санкт-Петербург
- Чемпион Российской империи: 1912
- Серебряный призёр чемпионата Российской империи: 1913[7]
- Чемпион Санкт-Петербурга: 1912
- Серебряный призёр чемпионата Санкт-Петербурга: 1909
- Бронзовый призёр чемпионата Санкт-Петербурга: 1910
- Обладатель Кубка Санкт-Петербурга (3): 1911, 1912, 1913
- Финалист Кубка Санкт-Петербурга (2): 1908, 1909

## Список матчей
| Матчи Хромова за сборную России | Матчи Хромова за сборную России | Матчи Хромова за сборную России | Матчи Хромова за сборную России | Матчи Хромова за сборную России | Матчи Хромова за сборную России |
| Дата                            | Место проведения                | Оппонент                        | Счёт                            | Голы                            | Соревнование                    |
| ------------------------------- | ------------------------------- | ------------------------------- | ------------------------------- | ------------------------------- | ------------------------------- |
| 22 ноября 1911                  | Санкт-Петербург                 | Англия                          | 0-11                            | -                               | Товарищеский матч               |
| 30 июня 1912                    | Стокгольм                       | Финляндия                       | 1-2                             | -                               | Олимпиада 1912                  |
| 30 июня 1912                    | Стокгольм                       | Германия                        | 0-16                            | -                               | Олимпиада 1912                  |
| 3 июля 1912                     | Транеберг                       | Норвегия                        | 1-2                             | -                               | Товарищеский матч               |
| 14 июля 1912                    | Москва                          | Венгрия                         | 0-12                            | -                               | Товарищеский матч               |
| 4 мая 1913                      | Москва                          | Швеция                          | 1-4                             | -                               | Товарищеский матч               |
| 14 сентября 1913                | Москва                          | Норвегия                        | 1-1                             | -                               | Товарищеский матч               |